# Dendrobium calyculimentum
Dendrobium calyculimentum là một loài thực vật có hoa trong họ Lan. Loài này được R.S.Rogers mô tả khoa học đầu tiên năm 1925.